# مصفای بریتانیایی
مصفای بریتانیایی (نام علمی: Inula britannica) نام یک گونه از سرده مصفا است.